# Zonsverduistering van 24 juli 2055

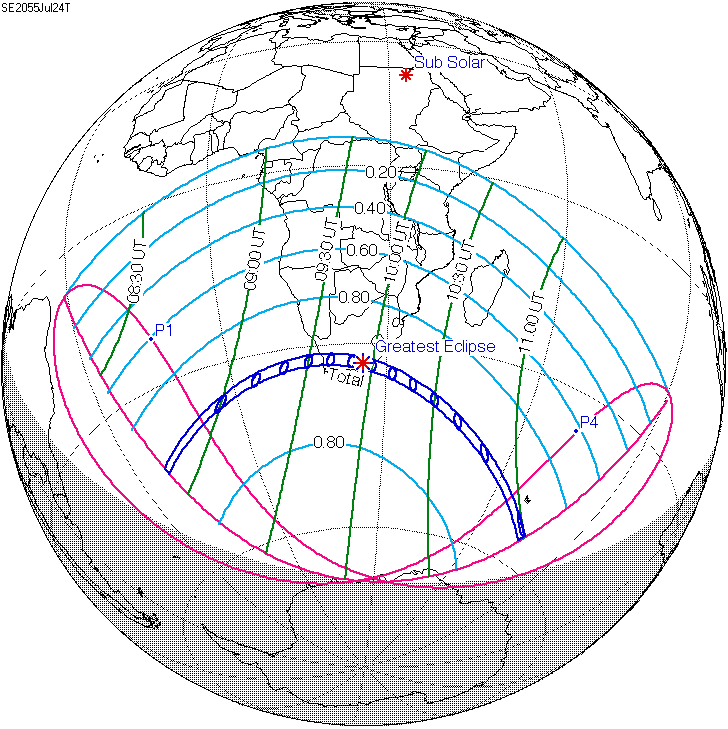
De zonsverduistering is de zien tussen de blauwe lijnen.

De totale zonsverduistering van 24 juli 2055 trekt veel over zee, maar is op land zichtbaar vanuit Zuid-Afrika. 

## Lengte

### Maximum
Het punt met maximale totaliteit ligt in Zuid-Afrika, vlak bij de plaats Grahamstown, en duurt 3m16,8s.

### Limieten
| Fenomeen                    | Code | Tijdstip UTC |
| --------------------------- | ---- | ------------ |
| Eerste contact bijschaduw   | P1   | 07:35:47.0   |
| Eerste contact kernschaduw  | U1   | 08:51:11.3   |
| Kernschaduw compleet vanaf  | U2   | 08:53:34.1   |
| Bijschaduw compleet vanaf   | P2   | Niet         |
| Maximum eclips              | GE   | 09:55:55.5   |
| Bijschaduw compleet t/m     | P3   | Niet         |
| Kernschaduw compleet t/m    | U3   | 10:58:06.6   |
| Laatste contact kernschaduw | U4   | 11:00:34.2   |
| Laatste contact bijschaduw  | P4   | 12:15:54.3   |